# Alpaida chapada
Alpaida chapada là một loài nhện trong họ Araneidae.
Loài này thuộc chi Alpaida. Alpaida chapada được Herbert Walter Levi miêu tả năm 1988.